# August Thiele
August Thiele (* 26 de agosto de 1893 en Charlottenburg; † 31 de marzo de 1981 en Mölln) era un marino alemán que llegó a vicealmirante en la Segunda Guerra Mundial.

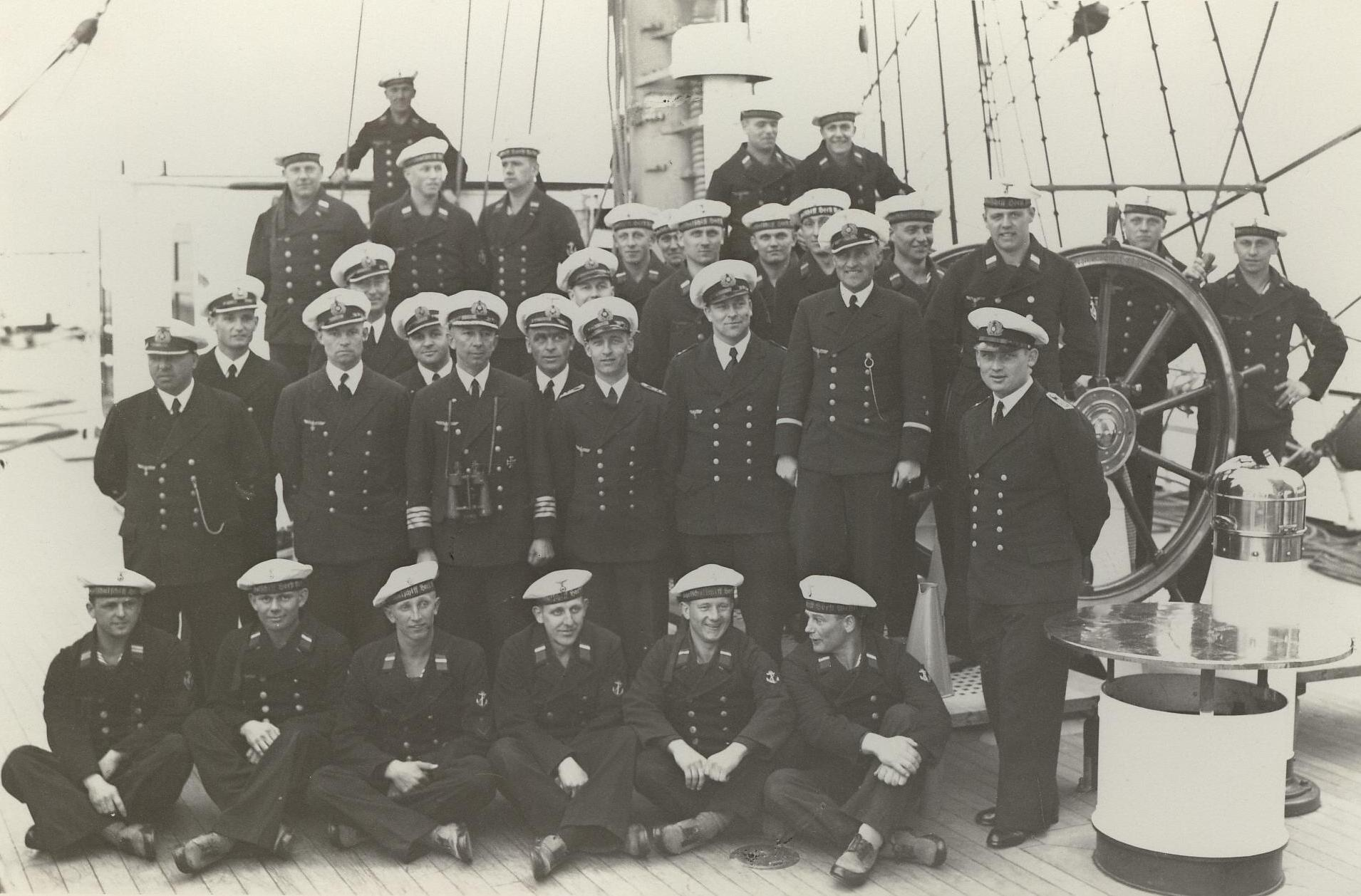
La tripulación y el comandante Thiele en el "Horst Wessel"

## Vida

### Orígenes
Era hijo del contraalmirante August Carl Thiele (1852–1912).

### Carrera militar
Thiele ingresó el 1 de abril de 1912 como guardiamarina en la Marina Imperial, hizo su formación inicial a bordo del crucero protegido Vineta y pasó a la Academia Naval Mürwik de Flensburgo-Mürwik. Allí ascendió a alférez de fragata el 12 de abril de 1913. Tras estallar la Primera Guerra Mundial fue destinado el 4 de agosto de 1914 al crucero ligero Gazelle. Del 23 de enero de 1915 al 15 de marzo estuvo a bordo del navío de línea Preußen, el 22 de marzo ascendió a Leutnant zur See (empleo inferior al de alférez de navío) y pasó hasta el 30 de noviembre de 1916 al navío de línea Deutschland. Luego fue ayuda de campo en el estado mayor de la 2ª escuadra hasta el 14 de agosto de 1917 y con el mismo cargo pasó hasta el 24 de enero de 1918 al estado mayor del comandante de la Agrupación de Seguridad del Báltico occidental, ascendiendo el 25 de diciembre de 1917 a alférez de navío.
Tras terminar la guerra, Thiele permaneció hasta el 15 de marzo de 1920 en el estado mayor del comandante de Seguridad del Báltico, luego quedó a disposición del jefe de dragaminas del Báltico y hasta el 30 de mayo de 1920 fue jefe del dragaminas M 111. Por algo más de dos semanas fue ayudante en la comandancia de Kiel, el 17 de junio de 1920 fue asignado a la marinería del crucero ligero Medusa y un mes más tarde pasó a ser oficial de guardia del mismo buque. Ascendido a teniente de navío el 1 de junio de 1922, estuvo al servicio del Mando Naval del 30 de septiembre de 1922 al 13 de abril de 1925, y luego fue hasta el 26 de septiembre de 1928 jefe de compañía en la Academia Naval de Mürwik. Durante un año fue primer oficial en el buque de investigación Meteor y del 3 de octubre de 1929 al 2 de julio de 1930 pasó a disposición del jefe del Mando Naval. Pasó como oficial de navegación al crucero ligero Emden y el 1 de octubre de 1930 ascendió a capitán de corbeta. A partir del 24 de septiembre de 1932 pasó dos años como primer ayudante en el estado mayor de la Estación Naval del Mar del Norte (ver Estructura de la Kriegsmarine). Puesto a disposición del jefe de la Estación Naval del Báltico, se le destinó al buque escuela velero Deutschland. A partir del 27 de marzo de 1935 pasó a ser comandante de otro buque escuela, el velero Gorch Fock, donde ascendió el 1 de octubre de 1935 a capitán de fragata, cambiando destino por el de comandante del buque escuela velero Horst Wessel. Tras dejar este mando, quedó a disposición del mando hasta el 29 de marzo de 1939, ya que al día siguiente fue destinado como comandante de fortificaciones de la costa de Pomerania. el 1 de abril de 1937 ascendió a capitán de navío.
Thiele siguió en su destino tras comenzar la Segunda Guerra Mundial hasta el 5 de octubre de 1939, cuando pasó a disposición del almirante de la Armada en Hamburgo. Del 39 de noviembre de 1939 al 18 de abril de 1940 fue comandante del crucero pesado Lützow. Tras el desembarco de tropas alemanas en Noruega, fue por breve tiempo comandante de defensa naval de Trondheim, siendo nombrado el 27 de abril de 1940 almirante de la costa norte de Noruega. Ascendió a contraalmirante el 1 de abril de 1941. Del 30 de junio de 1941 al 15 de febrero de 1943 Thiele fue jefe de Estado Mayor del Mando de la Flota. Por breve tiempo desde el 16 de marzo de 1943 fue comandante del primer grupo de combate en Noruega, y desde el 8 de marzo de 1943 comandante de la Agrupación de Enseñanza de la Flota. Ascendió a vicealmirante el 1 de abril de 1943. El 28 de julio de 1944 fue nombrado comandante del segundo grupo de combate en el Báltico y el 23 de marzo de 1945 comandante del grupo de combate Thiele. En estos dos destinos debía tratar de frenar, con las unidades navales a su mando, el avance del Ejército Rojo. Poco antes del fin de la guerra, el 28 de abril de 1945, fue nombrado almirante al mando del Báltico oriental.
A partir del 12 de mayo de 1945 Thiele fue hecho prisionero por los británicos, que lo dejaron en libertad el 2 de diciembre de 1946.

### Condecoraciones
- Cruz de Hierro (1914) de 2ª y 1ª clase[2]
- Cruz de Salvamento Prusiana con banda[2]
- Cruz Hanseática de Hamburgo[2]
- Broche para la Cruz de Hierro de 2ª y 1ª clase
- Cruz de Caballero de la Cruz de Hierro con hojas de roble[3]
  - Cruz de Caballero el 18 de enero de 1941
  - Hojas de roble el 8 de abril de 1945 (824ª concesión)
- Cruz Alemana de oro el 9 de marzo de 1945[3]